# Ridolfi (famiglia)

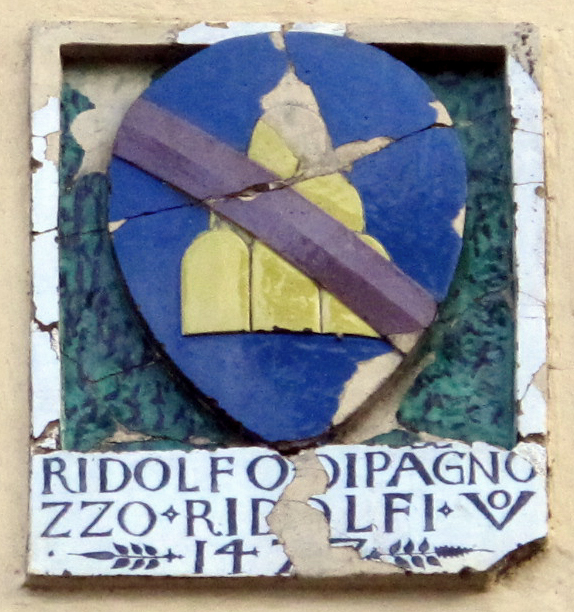
Stemma di Casa Ridolfi su Palazzo d'Arnolfo, Firenze

La famiglia patrizia dei Ridolfi è una casata toscana.

## Storia
È nella seconda metà del secolo XIII che quel Ridolfo, dal quale i discendenti avrebbero tratto il proprio casato, venne da Castello di Poppiano a Firenze ad esercitare la mercatura ed andò ad abitare in Oltrarno, precisamente nel popolo di San Frediano, coi suoi figli, verso il 1320. Ebbero le sepolture nella chiesa del Carmine.
Nel 1343 Niccolò di Cione Ridolfi fu eletto tra i Priori di Libertà. La sua famiglia, intanto, si era fatta cospicua ed aveva eretto le sue prime dimore nel gonfalone della Ferza, intorno alla chiesa di San Felice in Piazza, denominata di Mazzetta, sulla cantonata di via Maggio. Questo ramo dei Ridolfi si disse dunque di Piazza, per distinguersi da quelli di Ponte (Vecchio), e dai Ridolfi di Borgo (San Jacopo).
I Ridolfi di Piazza furono ventuno volte Gonfaloniere di Giustizia, cioè Capo dello Stato, numero mai superato da altra famiglia fiorentina, cinquantadue volte Priori di Libertà, undici volte Senatori del Granducato di Toscana a cominciare dal 1532, ebbero tre Senatori e un Deputato del Regno d'Italia. Fino dal 1402 Lorenzo, insigne giureconsulto e uomo politico, ottenne da Roberto di Baviera, per sé e per i suoi discendenti, il titolo di conte palatino; nel 1602 arrivò quello di marchesi di Baselice, nel Regno di Napoli, per grazia di Filippo II di Spagna; infine il titolo di marchesi di Montescudaio, in Val di Cecina, concesso ai Ridolfi di Piazza nel 1648 da Ferdinando II de' Medici Granduca di Toscana.
Esponenti di questa storica famiglia si distinsero anche nella carriera ecclesiastica. Sopra tutti svetta il cardinale Niccolò Ridolfi di Piero, nato nel 1501, arcivescovo di Firenze nel 1524 e di altre città (Salerno, Vicenza, Orvieto) ed importante mecenate, morto in Conclave il 30 gennaio 1550, probabilmente per mezzo del veleno, ordinato dal Granduca Cosimo I perché lo intuiva candidato al Soglio Pontificio.
Famoso fu Roberto di Paguzzo Ridolfi, che nel 1570 ordì una congiura di cattolici per destituire Elisabetta I dal trono d'Inghilterra, a favore di Maria Stuarda di Scozia: donde il nome della congiura Complotto Ridolfi.
Nella carriera delle armi, si distinse Bernardino Ridolfi, comandante, nella battaglia di Lepanto, di due galeotte, impegnate in prodigi di valore.
Il patriota risorgimentale Cosimo Ridolfi fu il fondatore della Cassa di Risparmio di Firenze. Più vicino ai nostri tempi fu Luigi Ridolfi fondatore del Maggio Musicale Fiorentino, della squadra di calcio ACF Fiorentina e di tante istituzioni sportive fiorentine ed italiane come il Centro Tecnico Federale di Coverciano a lui dedicato. Infine, Roberto Ridolfi, fratello minore di Luigi, considerato il maggior biografo di Machiavelli e Savonarola, diventato storico del Rinascimento ed elzevirista del Corriere della Sera. La bellezza cristallina della sua prosa fu lodata a più riprese dall'amico Indro Montanelli.

## Stemma
L'antico stemma della famiglia è lo scudo d'azzurro al monte di sei cime d'oro, ristretto, attraversato da una banda di rosso ed accompagnato, nel cantone superiore sinistro, da una corona all'antica d'oro, con infilate due palme di verde decussate, caricata sul cerchio da motto: Le bel et le bon in lettere maiuscole romane di nero. Il cimiero è un angelo con le ali aperte e con le mani giunte in atto di preghiera, col motto Homo Homini Deus. In seguito, per concessione sovrana, furono fatte aggiunte e modificazioni. Il motto Le bel et le bon risale al 1415.

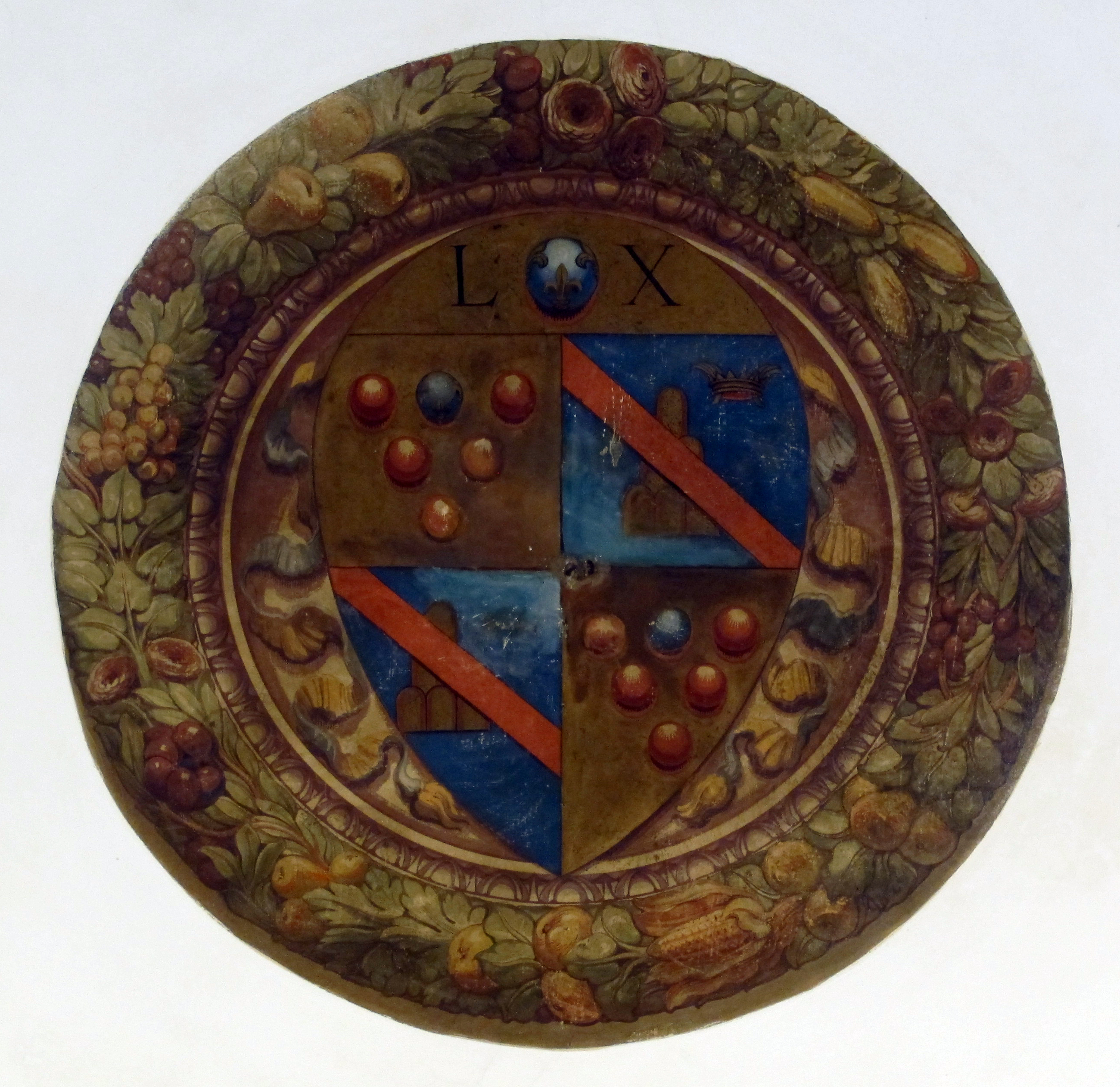
Stemma Ridolfi e de' Meidici

Nel 1515 Piero Ridolfi, figlio di Niccolò e marito di Contessina de' Medici, figlia di Lorenzo il Magnifico, fu autorizzato da papa Leone X de' Medici ad inquartare il proprio stemma con quello mediceo.

## Alcuni personaggi
- Ridolfo Ridolfi (nato nella prima metà del XIII secolo), capostipite della casata dei Ridolfi
- Niccolò di Cione Ridolfi eletto nel 1343 priore di libertà
- Niccolò Ridolfi (1444-1497), politico fiorentino che, durante il dominio di Gerolamo Savonarola, ordì una congiura a favore di Piero de' Medici
- Piero Ridolfi (1467-1525), sposa nel maggio 1494 Contessina de' Medici, figlia di Lorenzo il Magnifico
- Niccolò Ridolfi (1501-1550), arcivescovo di Firenze e cardinale
- Luigi Ridolfi, sposò Maria Strozzi, figlia di Filippo Strozzi
- Roberto Ridolfi (1531-1612), congiurato per spodestare Elisabetta I d'Inghilterra
- Bernardino Ridolfi comandante nel 1571 nella battaglia di Lepanto
- Niccolò Ridolfi (1578-1650), religioso dell'Ordine dei Frati Predicatori
- Cosimo Ridolfi (1794-1865), agronomo, fondatore dell'Università di Agraria, Presidente del Consiglio e Ministro della Pubblica Istruzione, fondatore e primo presidente della Cassa di Risparmio di Firenze, economista e politico insigne, Senatore del Regno d'Italia
- Luigi Ridolfi (nato nel 1824 a Firenze), Senatore del Regno d'Italia
- Luigi Ridolfi (1858-1918), politico e agronomo italiano
- Luigi Ridolfi Vay da Verrazzano (1895-1958), mecenate, dirigente sportivo (creatore e primo presidente della squadra di calcio ACF Fiorentina, nonché del Maggio Musicale Fiorentino), eroe pluridecorato della Grande Guerra, imprenditore petrolifero e politico
- Roberto Ridolfi (1899-1991), letterato, biografo, storico e filologo, medaglia d'Oro della Repubblica e Fiorino d'oro